# 신호 전송

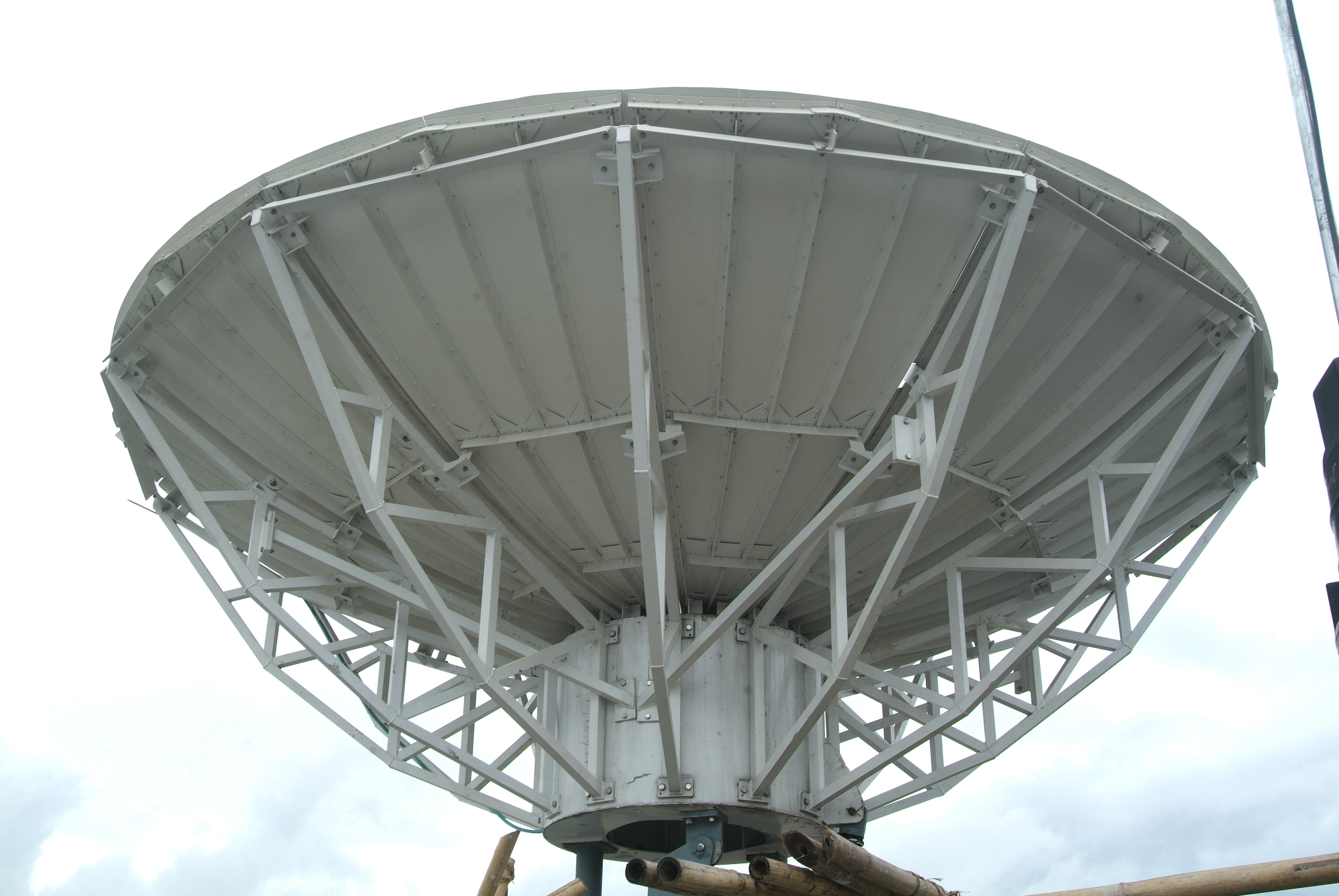
무선신호전송에 사용되는 안테나

신호 전송은 전기 통신에서 유선, 무선 또는 광섬유 매체를 통해 아날로그 또는 디지털 신호를 보내거나 전파하는 프로세스이다.
전송 시스템 기술은 일반적으로 변조, 복조, 라인 코딩, 균등화, 오류 제어, 비트 동기화 및 다중화와 같은 물리 계층 프로토콜 업무를 의미하지만, 아날로그 신호의 디지털화 및 데이터 압축 등 상위 계층 프로토콜 업무도 포함될 수 있다.
디지털 메시지 또는 디지털화된 아날로그 신호의 전송을 데이터 전송이라고 한다.
전송의 예로는 데이터 블록이나 패킷, 전화 통화 또는 이메일과 같이 제한된 기간 동안의 신호 전송이 있다.

## 같이 보기
- 송신기
- 신호 전달